# Raum-Zeit-Plastik

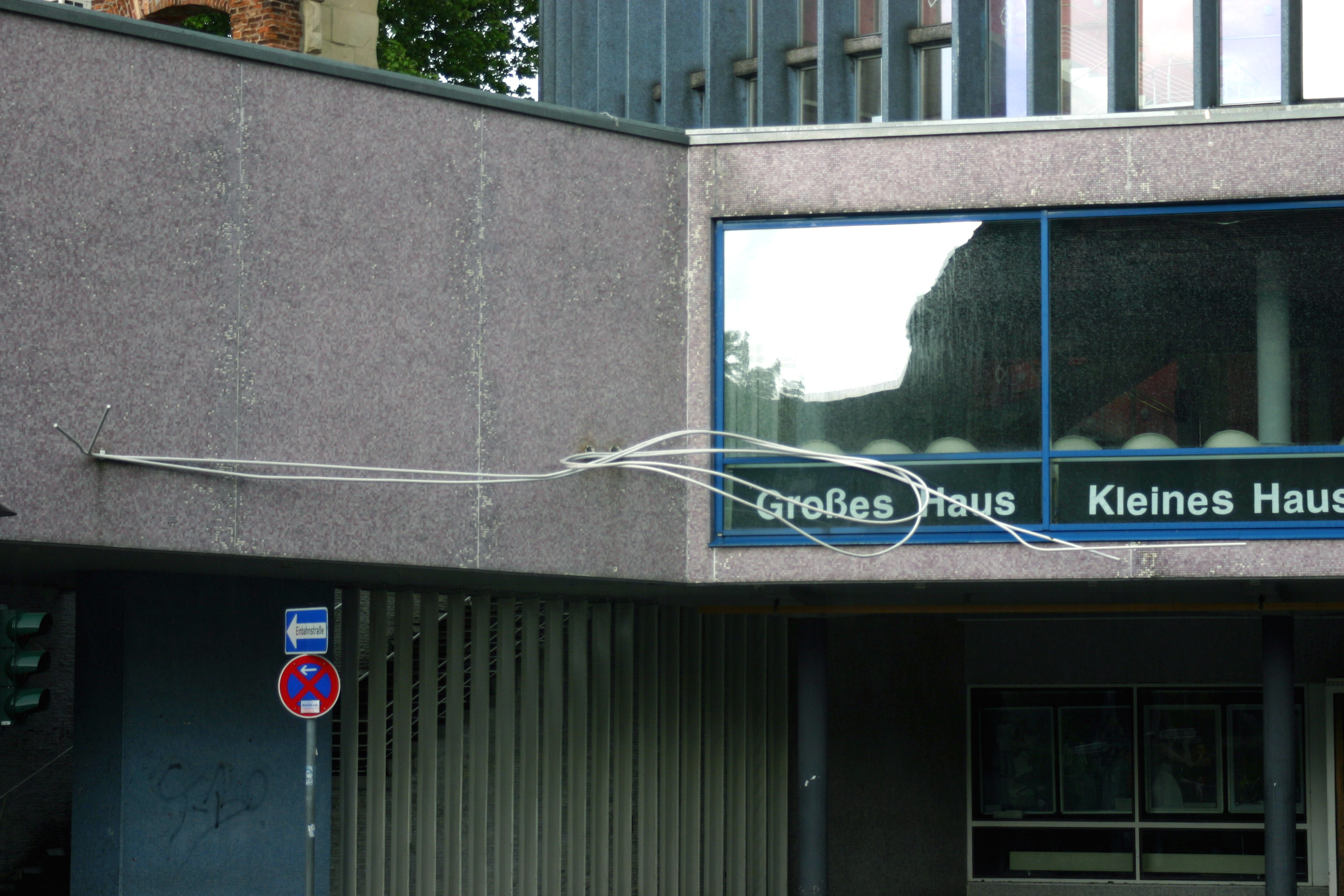
Raum-Zeit-Plastik

Die Raum-Zeit-Plastik ist eine abstrakte Skulptur des Düsseldorfer Künstlers Norbert Kricke, der sie zum Neubau der Städtischen Bühnen in Münster in den Jahren 1955/56 realisierte.

## Hintergrund
Nachdem das Stadttheater im Zweiten Weltkrieg nahezu vollständig zerstört worden war, begannen in den 1950er Jahren die Planungen für einen Neubau. Im Rahmen dieser Planungen wurde ein Wettbewerb für die Fassadengestaltung im Eingangsbereich ausgelobt. Krickes Entwurf belegte den ersten Platz, woraufhin er den Auftrag zur Gestaltung der Fassade bekam. Es sollte einer seiner ersten international beachteten Werke werden.

## Beschreibung
Für die Realisierung der Skulptur nutzte Kricke dünne Eisenrohre als Material. Hiermit wollte Kricke den Raum der Skulptur erschließen, indem er ihn nicht einfach füllte, sondern durch geschwungene Formen und Kurven öffnete. Das Konzept steht damit im Gegensatz zu seinen vorherigen Werken, wo er mit gradlinigen und seltener auch rechtwinkligen Stäben und Rohren gearbeitet hatte.
Dazu überzog Kricke zwei Eisenrohre mit einem hellen Ölfarbenanstrich. Anschließend formte er sie als ein Paar von Linien über eine Distanz von circa neun Metern quer über den Eingangsbereich, die zur Mitte hin die Form einer Schlinge als zentrales Element bilden. Sie verleiht der Skulptur den Anschein, als sei sie der Ausgangspunkt für die nach außen führenden Linien und eine dynamische Öffnung in den unbegrenzten Raum. Zudem nimmt sie die zentrale Rundung des Theaterneubaus auf. Eine Verstärkung des räumlichen Eindrucks bildet der unterschiedliche Lichteinfall und der daraus resultierende Schattenwurf auf das Mauerwerk der Fassade im Tagesverlauf.